# نادي إمبابان سوالوز
نادي إمبابان سوالوز لكرة القدم هو نادي كرة قدم سوازيلاندي من مدينة مبابان.
تأسس النادي عام 1948. وفاز بالدوري السوازيلاندي الممتاز خمس مرات، وكأس سوازيلاند ثلاث مرات.

## الإنجازات
- الدوري السوازيلاندي الممتاز: 5

1993, 2005, 2009, 2012, 2013.
- كأس سوازيلاند: 3

1986, 2006, 2013.
- كأس السوبر السوازيلاندي: 3

1993, 1999, 2004.
- كأس تريد فير السوازيلاندي: 3

1997, 1999, 2007.

## المشاركة في البطولات الأفريقية
- دوري أبطال أفريقيا: 5 مشاركات

1998 - الدور التمهيدي
2006 - الدور التمهيدي
2010 - الدور التمهيدي
2014 - الدور التمهيدي
2015 - الدور التمهيدي
- كأس أفريقيا للأندية البطلة: 1 مشاركة واحدة

كأس أفريقيا للأندية البطلة 1994 - الدور التمهيدي
- كأس الاتحاد الأفريقي للأندية: 1 مشاركة واحدة

1995 - الدور الأول
- كأس إفريقيا للأندية الفائزة بالكؤوس: 1 مشاركة واحدة

1987 - الدور التمهيدي